# Paul Sommer (Eishockeyspieler)
Paul Sommer (* 10. März 1952 in Greiling) ist ein ehemaliger deutscher Eishockeyspieler und -trainer.

## Karriere

### Spieler
Paul Sommer kommt aus dem Nachwuchs des SC Reichersbeuern und spielte ab 1970/71 viele Jahre in den höchsten Spielklassen im Eishockey beim Augsburger EV, SC Riessersee, EV und SB DJK Rosenheim, mit dem er 1982 deutscher Meister wurde. Dazu spielte er auch beim EHC 70 München, WSV/EC Braunlage und beim SV Bayreuth in der 2. Bundesliga. 1986 beendete er seine Spielerkarriere beim SV Bayreuth. Er gehört heute dem Kader der „Alten Herren“ des EC Bad Tölz an.
International kam er mehrfach für die deutsche Nationalmannschaft zum Einsatz.

### Trainer
Zur Saison 1986/87 begann er als Trainer beim EC in Hannover, mit dessen Mannschaft er 1988 in die 2. Bundesliga aufstieg. Weitere Trainerstationen – hauptsächlich bei Mannschaften der Oberliga oder 2. Bundesliga (TSV Peißenberg, Heilbronner EC, EC Bad Tölz, SV Bayreuth, SC Memmingen, TEV Miesbach) – folgten. Im Januar 2000 wurde er Co-Trainer bei den Starbulls Rosenheim in der DEL. Nach weiteren Stationen beim ESV Bayreuth und beim ETC Crimmitschau beendete er seine Karriere als Cheftrainer 2004 bei den Blue Lions Leipzig. Danach betreute er noch Nachwuchsmannschaften beim SC Reichersbeuern.

### Sonstiges
Nachdem er 2009 für die „Sternstundenmannschaft“ bei Benefizspielen spielte, übernahm er später die Betreuung der Mannschaft.